# Worstelen op de Olympische Zomerspelen 1948

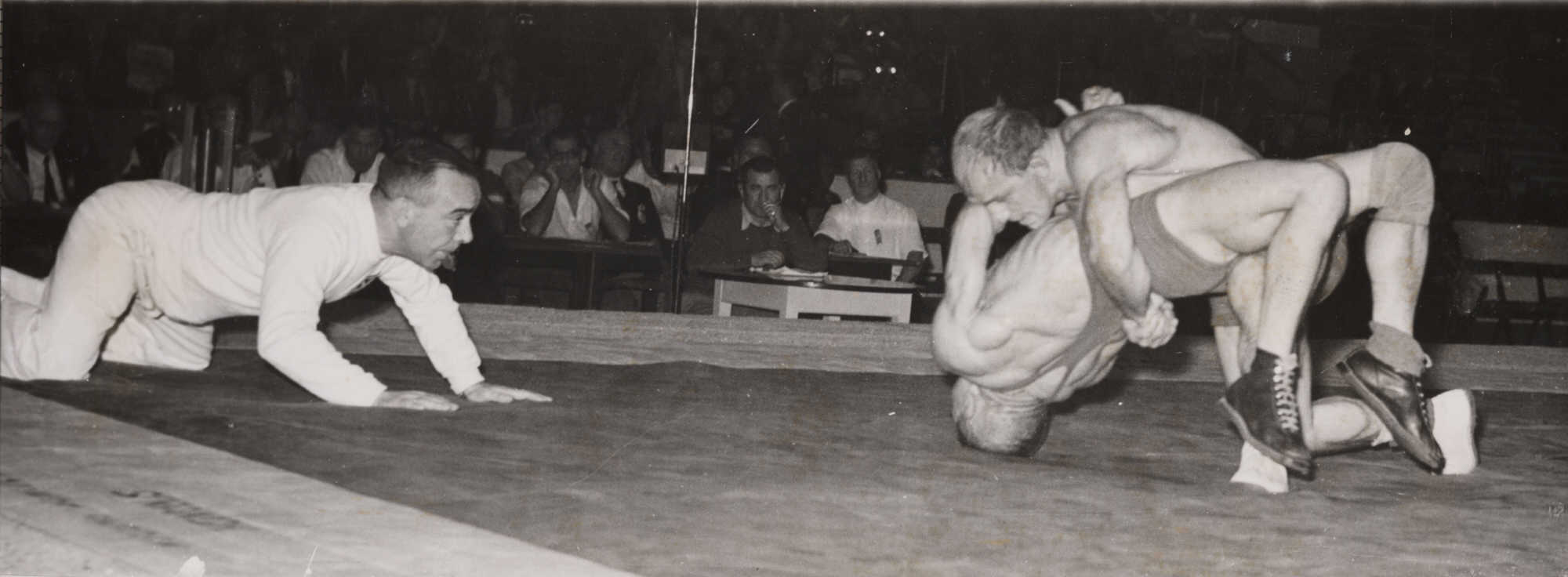
Anderberg verslaat Tóth op de Olympische Zomerspelen 1948

Worstelen is een van de sporten die beoefend werden tijdens de Olympische Zomerspelen 1948 in Londen.

## Heren

### Grieks-Romeins

#### vlieggewicht (tot 52 kg)
| rang   | sporter           | land |
| ------ | ----------------- | ---- |
| Goud   | Pietro Lombardi   | ITA  |
| Zilver | Kenan Olcay       | TUR  |
| Brons  | Reino Kangasmäki  | FIN  |
| 4      | Malte Möller      | SWE  |
| 5      | Gyula Szilágyi    | HUN  |
| 6      | Frithjof Clausen  | NOR  |
| 7      | Mohamed Abd El Al | EGY  |
| 7      | Manuel Varela     | ARG  |

#### bantamgewicht (tot 57 kg)
| rang   | sporter            | land |
| ------ | ------------------ | ---- |
| Goud   | Kurt Pettersén     | SWE  |
| Zilver | Ali Mahmoud Hassan | EGY  |
| Brons  | Halil Kaya         | TUR  |
| 4      | Taisto Lempinen    | FIN  |
| 5      | Elvidio Flamini    | ARG  |
| 6      | Lajos Bencze       | HUN  |
| 6      | Reidar Mærlie      | NOR  |
| 8      | Nikolaos Biris     | GRE  |

#### vedergewicht (tot 62 kg)
| rang   | sporter          | land |
| ------ | ---------------- | ---- |
| Goud   | Mehmet Oktav     | TUR  |
| Zilver | Olle Anderberg   | SWE  |
| Brons  | Ferenc Tóth      | HUN  |
| 4      | Georg Weidner    | AUT  |
| 5      | Luigi Campanella | ITA  |
| 6      | Sayed Kandil     | EGY  |
| 6      | Egil Solsvik     | NOR  |
| 6      | Safi Taha        | LIB  |
| 6      | Erkki Talosela   | FIN  |

#### lichtgewicht (tot 67 kg)
| rang   | sporter                     | land |
| ------ | --------------------------- | ---- |
| Goud   | Gustav Freij                | SWE  |
| Zilver | Aage Eriksen                | NOR  |
| Brons  | Károly Ferencz              | HUN  |
| 4      | Charif Damage               | LIB  |
| 5      | Johannes Hendricus Munnikes | NED  |
| 6      | Georgios Petmezas           | GRE  |
| 6      | Ahmet Şenol                 | TUR  |
| 6      | Eino Virtanen               | FIN  |

#### weltergewicht (tot 73 kg)
| rang   | sporter         | land |
| ------ | --------------- | ---- |
| Goud   | Gösta Andersson | SWE  |
| Zilver | Miklós Szilvási | HUN  |
| Brons  | Henrik Hansen   | DEN  |
| 4      | René Chesneau   | FRA  |
| 4      | Veikko Männikkö | FIN  |
| 4      | Josef Schmidt   | AUT  |
| 7      | Bjørn Cook      | NOR  |
| 8      | Nicolas Felgen  | LUX  |
| 8      | Luigi Rigamonti | ITA  |

#### middengewicht (tot 79 kg)
| rang   | sporter             | land |
| ------ | ------------------- | ---- |
| Goud   | Axel Grönberg       | SWE  |
| Zilver | Muhlis Tayfur       | TUR  |
| Brons  | Ercole Gallegati    | ITA  |
| 4      | Jean-Baptiste Benoy | BEL  |
| 5      | Kaare Larsen        | NOR  |
| 6      | Juho Kinnunen       | FIN  |
| 7      | Gyula Németi        | HUN  |
| 8      | Anion Vogel         | AUT  |

#### halfzwaargewicht (tot 87 kg)
| rang   | sporter           | land |
| ------ | ----------------- | ---- |
| Goud   | Karl-Erik Nilsson | SWE  |
| Zilver | Kelpo Gröndahl    | FIN  |
| Brons  | Ibrahim Orabi     | EGY  |
| 4      | Gyula Kovács      | HUN  |
| 5      | Kenneth Richmond  | GBR  |
| 6      | Erling Lauridsen  | DEN  |
| 7      | Peter Enzinger    | AUT  |
| 8      | Mustafa Çakmak    | TUR  |
| 8      | Karel Istaz       | BEL  |

#### zwaargewicht (boven 87 kg)
| rang   | sporter            | land |
| ------ | ------------------ | ---- |
| Goud   | Ahmet Kireççi      | TUR  |
| Zilver | Tor Nilsson        | SWE  |
| Brons  | Guido Fantoni      | ITA  |
| 4      | Taisto Kangasniemi | FIN  |
| 5      | József Tarányi     | HUN  |
| 6      | Moritz Inderbitzin | SUI  |
| 7      | Ernesto Noya       | ARG  |
| 7      | Les Pidduck        | GBR  |

### Vrije stijl

#### vlieggewicht (tot 52 kg)
| rang   | sporter              | land |
| ------ | -------------------- | ---- |
| Goud   | Lennart Viitala      | FIN  |
| Zilver | Halit Balamir        | TUR  |
| Brons  | Thure Johansson      | SWE  |
| 4      | Mohamad Rasul Raiisi | IRI  |
| 5      | Pierre Baudric       | FRA  |
| 6      | Kha-Shaba Jadav      | IND  |
| 7      | Harold Parker        | GBR  |
| 8      | William Jernigan     | USA  |

#### bantamgewicht (tot 57 kg)
| rang   | sporter         | land |
| ------ | --------------- | ---- |
| Goud   | Nasuh Akar      | TUR  |
| Zilver | Gerald Leeman   | USA  |
| Brons  | Charles Kouyos  | FRA  |
| 4      | Joseph Trimpont | BEL  |
| 5      | Lajos Bencze    | HUN  |
| 5      | Raymond Cazaux  | GBR  |
| 5      | Sayad Hafez     | EGY  |
| 5      | Erik Persson    | SWE  |

#### vedergewicht (tot 62 kg)
| rang   | sporter            | land |
| ------ | ------------------ | ---- |
| Goud   | Gazanfer Bilge     | TUR  |
| Zilver | Ivar Sjölin        | SWE  |
| Brons  | Adolf Müller       | SUI  |
| 4      | Paavo Hietala      | FIN  |
| 4      | Ferenc Tóth        | HUN  |
| 6      | Harold Moore       | USA  |
| 7      | Antoine Raymackers | BEL  |
| 8      | Abdel Hamid Yacout | EGY  |
| 8      | Arnold Parsons     | GBR  |

#### lichtgewicht (tot 67 kg)
| rang   | sporter           | land |
| ------ | ----------------- | ---- |
| Goud   | Celal Atik        | TUR  |
| Zilver | Gösta Frändfors   | SWE  |
| Brons  | Hermann Baumann   | SUI  |
| 4      | Garibaldo Nizzola | ITA  |
| 5      | William Koll      | USA  |
| 6      | Kim Suk-young     | KOR  |
| 6      | Sulo Leppänen     | FIN  |
| 8      | László Bakos      | HUN  |

#### weltergewicht (tot 73 kg)
| rang   | sporter               | land |
| ------ | --------------------- | ---- |
| Goud   | Yaşar Doğu            | TUR  |
| Zilver | Richard Garrard       | AUS  |
| Brons  | Leland Merrill        | USA  |
| 4      | Jean-Baptiste Leclerc | FRA  |
| 5      | Kálmán Sóvári         | HUN  |
| 6      | Frans Westergren      | SWE  |
| 7      | WiIly Angst           | SUI  |
| 7      | Harry Peace           | CAN  |
| 7      | Whang Byung-kwan      | KOR  |
| 7      | Abbas Zandi           | IRI  |

#### middengewicht (tot 79 kg)
| rang   | sporter        | land |
| ------ | -------------- | ---- |
| Goud   | Glen Brand     | USA  |
| Zilver | Adil Candemir  | TUR  |
| Brons  | Erik Lindén    | SWE  |
| 4      | Carel Reitz    | RSA  |
| 5      | Paavo Sepponen | FIN  |
| 6      | André Brunaud  | FRA  |
| 7      | Maurice Vachon | CAN  |
| 8      | Bruce Arthur   | AUS  |

#### halfzwaargewicht (tot 87 kg)
| rang   | sporter           | land |
| ------ | ----------------- | ---- |
| Goud   | Henry Wittenberg  | USA  |
| Zilver | Fritz Stöckli     | SUI  |
| Brons  | Bengt Fahlkvist   | SWE  |
| 4      | Muharrem Candaş   | TUR  |
| 5      | Fernand Payette   | CAN  |
| 6      | Patrick Morton    | RSA  |
| 7      | Spyros Defteraios | GRE  |
| 7      | John Sullivan     | GBR  |
| 7      | Oscar Verona      | ITA  |

#### zwaargewicht (boven 87 kg)
| rang   | sporter             | land |
| ------ | ------------------- | ---- |
| Goud   | Gyula Bóbis         | HUN  |
| Zilver | Bertil Antonsson    | SWE  |
| Brons  | Jim Armstrong       | AUS  |
| 4      | Sadik Esen          | TUR  |
| 5      | Josef Růžička       | TCH  |
| 6      | Abolghasem Sakhdari | IRI  |
| 7      | Richard Hutton      | USA  |
| 8      | Fred Oberlander     | GBR  |

## Medaillespiegel
| rang   | land             | goud | zilver | brons | totaal |
| ------ | ---------------- | ---- | ------ | ----- | ------ |
| 1      | Turkije          | 6    | 4      | 1     | 11     |
| 2      | Zweden           | 5    | 5      | 3     | 13     |
| 3      | Verenigde Staten | 2    | 1      | 1     | 4      |
| 4      | Hongarije        | 1    | 1      | 2     | 4      |
| 5      | Finland          | 1    | 1      | 1     | 3      |
| 6      | Italië           | 1    | 0      | 2     | 3      |
| 7      | Zwitserland      | 0    | 1      | 2     | 3      |
| 8      | Australië        | 0    | 1      | 1     | 2      |
| 8      | Egypte           | 0    | 1      | 1     | 2      |
| 10     | Noorwegen        | 0    | 1      | 0     | 1      |
| 11     | Denemarken       | 0    | 0      | 1     | 1      |
| 11     | Frankrijk        | 0    | 0      | 1     | 1      |
| totaal | totaal           | 16   | 16     | 16    | 48     |